# Bahnhof Gauting

Der Bahnhof Gauting ist der Bahnhof der Gemeinde Gauting in Oberbayern, die Anschrift des Empfangsgebäudes lautet Bahnhofplatz 1. Er liegt am Kilometer 18,924 der Bahnstrecke München–Garmisch-Partenkirchen und ist zugleich Endpunkt der parallel zu dieser verlaufenden Vorortbahn München–Gauting. Die Station wird heute ausschließlich von der S-Bahn München bedient; alle anderen Züge passieren sie planmäßig ohne Halt.

## Geschichte
Der Bahnhof wurde am 16. Juli 1854 durch die Königlich Bayerischen Staatseisenbahnen eröffnet und diente zunächst als Endpunkt der Strecke, bevor diese am 16. September gleichen Jahres nach Mühlthal verlängert wurde. Die Station erhielt ein zweigeschossiges Empfangsgebäude in Sichtziegelbauweise mit flachem Walmdach.
Am 1. Oktober 1902 nahmen die Königlich Bayerischen Staatseisenbahnen die Vorortbahn München–Gauting in Betrieb. Fortan endeten in Gauting die Züge des Münchner Vorortverkehrs. Dafür wurden die Gleisanlagen erweitert und ein neues zweigeschossiges Empfangsgebäude mit Satteldach errichtet.
Zwischen 1940 und 1945 bestand eine Anschlussbahn von Gauting zum nördlich gelegenen WiFo-Großtanklager, um dieser Anlage, neben dem Gleis zum Bahnhof Freiham, einen zweiten Bahnanschluss zu schaffen.

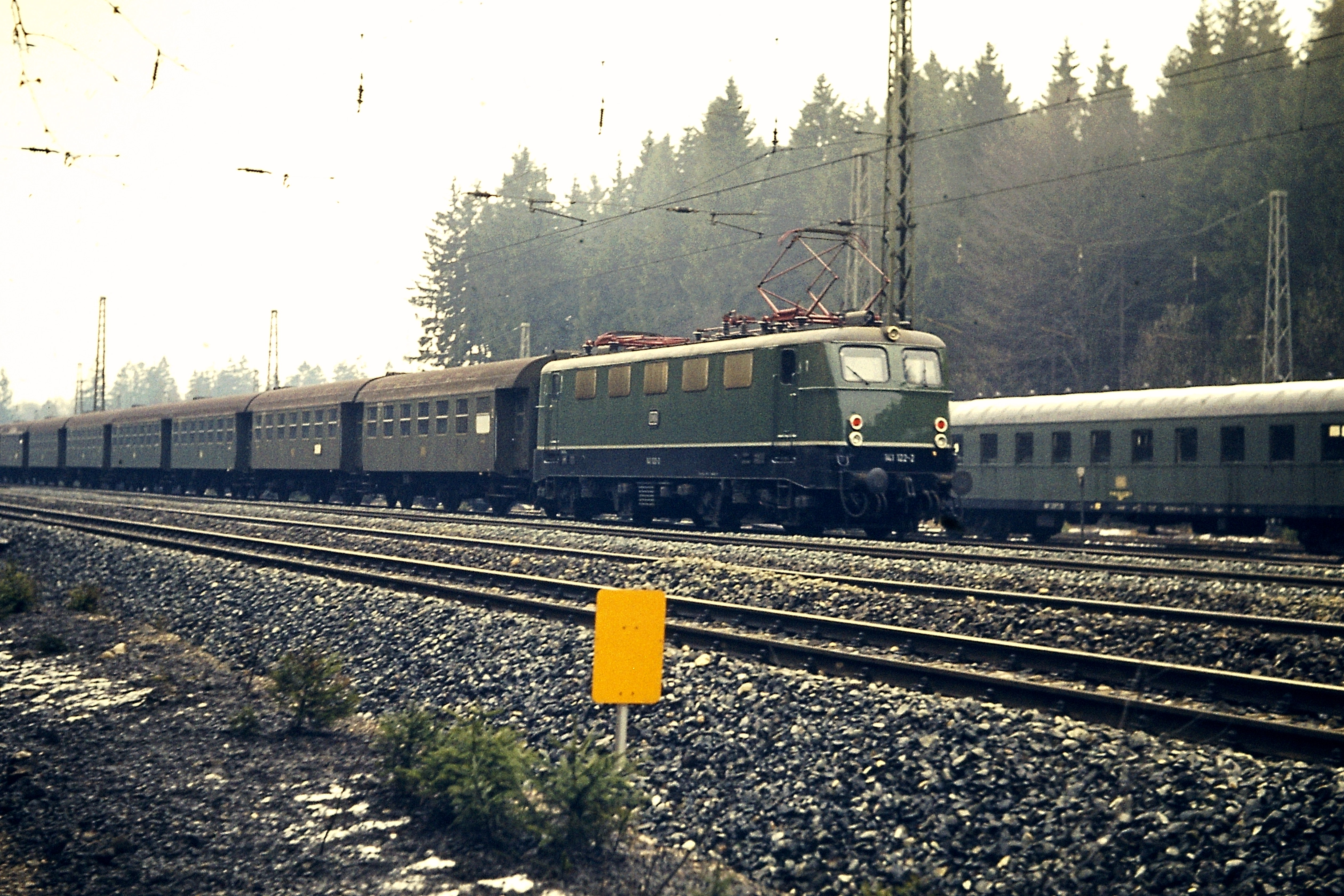
1970: Vorortzug aus München in Gauting, die gelbe Markierung diente Testfahrten mit der neuen Baureihe 420

Nach den S-Bahn-Planungen aus dem Jahr 1941 sollte Gauting ein Knotenpunkt des Ost-West-Tunnels und der Ringbahn werden. Der Bahnhof sollte im 20-Minuten-Takt bedient werden und somit Teil des Engen Netzes im Vorortverkehr werden. Die Planungen wurden kriegsbedingt nicht umgesetzt.
Für den S-Bahn-Betrieb errichtete die Deutsche Bundesbahn um 1970 einen neuen 76 cm hohen Mittelbahnsteig an den Gleisen der Vorortbahn. Am 28. Mai 1972 wurde der S-Bahn-Betrieb aufgenommen und Gauting fortan durch die Linie S 6 bedient. Zum 3. Juni 1984 stellte die Deutsche Bundesbahn die Halte von Nahverkehrszügen am Gautinger Fernbahnsteig ein; seitdem halten in Gauting nur noch die über die Vorortbahn verkehrenden S-Bahn-Züge. Der Bahnsteig an den von den durchfahrenden Zügen genutzten Gleisen 1 und 2 existiert noch in Resten.
Der am 29. Juni 2010 beschlossene Abriss des historischen Empfangsgebäudes erfolgte nicht, der Abrissbeschluss wurde 2020 wieder aufgehoben. Die Malereien von Johannes Schiller an den Zugängen der Unterführung wurden von der DB im Rahmen von Sanierungsarbeiten 2020 übermalt. Eine Sanierung des Bahnhofs für drei Millionen Euro wurde 2023 aufgrund fehlender Finanzmittel der Gemeinde abgesagt. Auch weitere MVG-Radstationen wurden gestrichen.
| Linie | Linienverlauf |
| ----- | --- |
| S6    | Tutzing – Feldafing – Possenhofen – Starnberg – Starnberg Nord – Gauting – Stockdorf – Planegg – Gräfelfing – Lochham – Westkreuz – Pasing – Laim – Hirschgarten – Donnersbergerbrücke – Hackerbrücke – Hauptbahnhof – Karlsplatz (Stachus) – Marienplatz – Isartor – Rosenheimer Platz – Ostbahnhof – Leuchtenbergring – Berg am Laim – Trudering – Gronsdorf – Haar – Vaterstetten – Baldham – Zorneding – Eglharting – Kirchseeon – Grafing Bahnhof – Grafing Stadt – Ebersberg |

## Sonstige Infrastruktur
Auf dem Bahnhofplatz halten Omnibusse, die in die anderen Gemeindeteile Gautings sowie ins Umland verkehren, zusätzlich ist eine Haltestelle für etwaigen Schienenersatzverkehr eingerichtet. Außerdem sind etwa 150 Park-and-Ride-Stellplätze für PKW sowie 384 Fahrradstellplätze vorhanden.